# Gertrude Jeannette
Gertrude Hadley Jeannette, född 28 november 1914, död 4 april 2018, var en amerikansk dramatiker och film- och scenskådespelerska. Hon är också känd för att vara den första kvinnan att arbeta som licensierad taxichaufför i New York City, vilket hon började göra 1942. 
Trots att hon blev svartlistad under Röda faran på 1950-talet, skrev hon fem pjäser, grundade HADLEY Players i Harlem, New York, och fortsatte vara mentor för afroamerikanska skådespelare i New York.
På 1960- och 1970-talen medverkade hon i Broadway-produktioner som The Long Dream, Nobody Loves an Albatross, The Amen Corner, The Skin of Our Teeth och Vieux Carré. Hon medverkade också i filmer som Cotton Comes to Harlem 1969, Shaft 1971, och Black Girl 1972.
Jeannette arbetade som skådespeleska till 80-årsåldern och drog sig tillbaka från att regissera teater vid 98 års ålder. Hon dog 2018 i sitt hem, 103 år gammal.